# パミラ、あるいは淑徳の報い
『パミラ、あるいは淑徳の報い』(英語: Pamela; or, Virtue Rewarded) は、サミュエル・リチャードソンにより1740年に発表された書簡体小説。「美徳は報われる」は副題ともされ、単に『パミラ』ないし『パメラ』とも呼ばれる。

## 概要
本作は、イギリス文学史の講義において「最初の近代小説」として挙げられることのある作品であり、書簡体形式の作品である。
パミラ・アンドリューズ (Pamela Andrews) という召使の少女が、彼女の身の上に降りかかる事件について、せっせと両親に手紙を書き送る。その手紙がそのままストーリーになってゆく。
パミラは身分が低いが美しい。さらに貞節の美徳を身に備えている。仕えていた老婦人が死んで、その息子に乞われそのままお屋敷にとどまり、奉仕を続けることになる。ところが、その若主人には下心があり、けしからぬ振舞に及ぶ。両親への手紙を絶ち、城の一室へ閉じ込める。その後両親へは手紙が書けないので、日記形式に移り変わる。パミラの立場は苦しくなるが、あらゆる苦難に耐え貞操を守り通す。根負けした若主人は彼女の美徳に打たれたこともあり、正式に結婚を申し込む。
その形で、彼女の「美徳は報われる」わけである。ただし物語はもう少し続き、パミラは身分階級を駆け上がったことで夫の親戚にバカにされたり、夫の浮気に気付かされたり、結婚後も苦労は絶えない。しかし、彼女は静かに耐え、微笑を絶やさない。ついに万人が、夫も含め彼女の美徳に感動する。彼女のお屋敷の奥方としての地位は不動のものとなる話である。
現代では少しできすぎた話であるが、当時18世紀の読者達には衝撃が走り、パミラグッズが量産されるほど人気を誇り、一世を風靡した。
女性の読者には一人の若い女性の心理の細かい陰影がパミラの運命の浮き沈みに従って巧みに描かれているのだから全く新しい種類の読物である。
親の立場から読めば子供は上手く扱えないものなので、多くの共感を得ることになる。
男性や当時の貴族にとって召使で人間と思っていなかった存在に人の心と感情があることを知らされる衝撃の作品である。
そしてパミラは、ロンドンの読書界を「雲のごとく覆い尽くした」といわれている。

## 影響
この「女性使用人が社会的上位者の妻となる」作品は、18世紀以降のイギリスの小説、なかでも女性を主人公とする作品に大きな影響を与えた。この物語で示される新しい女性観・恋愛観は出版直後から話題となり偽善的だとも批判された。ヘンリー・フィールディングは『パミラ』発表の5か月後には、パミラを批判的に描くパロディ『シャミラ・アンドリューズ』を、のちにはパミラの弟を主人公とした『ジョセフ・アンドリューズ』を発表している。
『パミラ』は、美徳は社会的地位よりも価値があると主張する中産階級から圧倒的支持を集め、中産階級が支持するピューリタン的倫理観を根底とした貞節な女性の立身出世物語は、それ以前までの貴族的な恋愛物語を駆逐した。

## 日本語訳
- 『パミラ』(海老池俊治訳)『筑摩世界文学大系 21 (リチャードソン,スターン)』筑摩書房, 1972
- 『パミラ、あるいは淑徳の報い』原田範行訳、研究社「英国十八世紀文学叢書 1」、2011年。ISBN 4327180513